# Petrușkî, Korsun-Șevcenkivskîi
Petrușkî (în ucraineană Петрушки) este localitatea de reședință a comunei Petrușkî din raionul Korsun-Șevcenkivskîi, regiunea Cerkasî, Ucraina.

## Demografie
Componența lingvistică a localității Petrușkî
     Ucraineană (99,12%)
     Alte limbi (0,88%)
Conform recensământului din 2001, majoritatea populației localității Petrușkî era vorbitoare de ucraineană (99,12%), existând în minoritate și vorbitori de alte limbi.